# Joost Ritman
Joost Ritman (Amsterdam, 10 maart 1941) is een Nederlandse ondernemer en boekenverzamelaar. Zijn eigen bedrijf, De Ster, is gespecialiseerd in plastic eetgerei dat werd afgenomen door verschillende luchtvaartmaatschappijen. 

## Loopbaan
Joost Ritman nam samen met zijn broers Teun en Job van zijn ouders het in 1935 gestichte bedrijf Chemische Industrie De Ster over, dat boenwas en andere eenmalig te gebruiken producten voor de horeca vervaardigde. Vanaf de zestiger jaren ging het bedrijf steeds meer serviezen en andere serviceproducten voor de luchtvaart produceren. Op dit moment is De Ster onderdeel van de Gate Group.
In 1993 liet huisbankier ING beslag leggen op zijn privécollecties kunst en boeken. Na een lang juridisch gevecht werd De Ster verkocht aan de rijke Zweedse familie Wallenberg en kreeg hij een deel van zijn collectie terug.
Joost Ritman startte een nieuw bedrijf, Helios, waarmee hij eveneens succes had. In 2007 bood de familie Wallenberg 50 miljoen euro om zijn bedrijf bij De Ster te voegen. Ritman weigerde dit, omdat hij liever zelfstandig doorging.

## Boekenverzamelaar
Ritman is de oprichter van de Bibliotheca Philosophica Hermetica. Ritman zegt daarover: "In mijn bibliotheek staan christelijke, joodse en Arabische boeken naast elkaar". De Bibliotheca Philosophica Hermetica is in het najaar van 2018 naar het Huis met de Hoofden in Amsterdam verhuisd. Ritman begon al op 16-jarige leeftijd boeken te verzamelen. De grondslag voor de verzameling van het oude boek kreeg gestalte nadat zijn moeder hem in 1964 als verjaardagsgeschenk een 17de-eeuws exemplaar had gegeven van Aurora, een werk van de Duitse mysticus Jakob Böhme die voor hem een onuitputtelijke bron van inspiratie is gebleven. In 1984 besloot Joost Ritman zijn privé-verzameling om te zetten in een bibliotheek die toegankelijk moest worden voor publiek. Een bibliotheek waar onder één dak handschriften en gedrukte boeken op het gebied van de hermetische filosofie samengebracht werden en waar de samenhang tussen de diverse verzamelgebieden en hun relevantie voor vandaag de dag zichtbaar zou worden. Daartoe stelde hij boekhistoricus Frans A. Janssen aan als directeur van de Bibliotheca Philosophica Hermetica.
Naast zijn passie voor boeken en kunst is Joost Ritman nauw betrokken bij zijn geboortestad Amsterdam en in het bijzonder bij haar cultuurschatten. In de afgelopen 20 jaar heeft hij de rol van mecenas op zich genomen en o.a. Museum Het Rembrandthuis, het Joods Historisch Museum, Stichting De Nieuwe Kerk, de Hortus Botanicus, de Westerkerk en de Bibliotheek van het Concertgebouworkest ondersteund. Zijn verdienste voor de wereld van het boek vond erkenning in een aantal onderscheidingen; in 1995 ontving Joost Ritman de Laurens Janszoon Costerprijs, een literaire prijs voor personen of instellingen die bijzondere inspanningen hebben geleverd ten behoeve van het Nederlandse boek; in 2002 ontving hij de zilveren Akademiepenning van de Koninklijke Nederlandse Akademie van Wetenschappen en werd hij onderscheiden in de Orde van de Nederlandse Leeuw; in 2003 ontving hij de Zilveren Legpenning van de stad Naarden voor zijn inspanningen het werk van Comenius in het Nederlands toegankelijk te maken.

## Kinderboekenvriend
Behalve voor esoterische boeken heeft Ritman ook waardering voor stripboeken. In zijn jeugd speelden Kapitein Rob (Pieter Kuhn) en Eric de Noorman (Hans G. Kresse) een belangrijke rol. Ritmans zoons zetten deze traditie voort.